# Reggane (distrito)
Reggane é um distrito localizado na província de Adrar, no centro-sul da Argélia. Em 2008, sua população era de 33 540 habitantes.

## Comunas
O distrito está dividido em duas comunas:
- Reggane
- Sali